# Scopula youngi
Scopula youngi är en fjärilsart som beskrevs av Holloway 1977. Scopula youngi ingår i släktet Scopula och familjen mätare. Inga underarter finns listade.